# Grießbrei

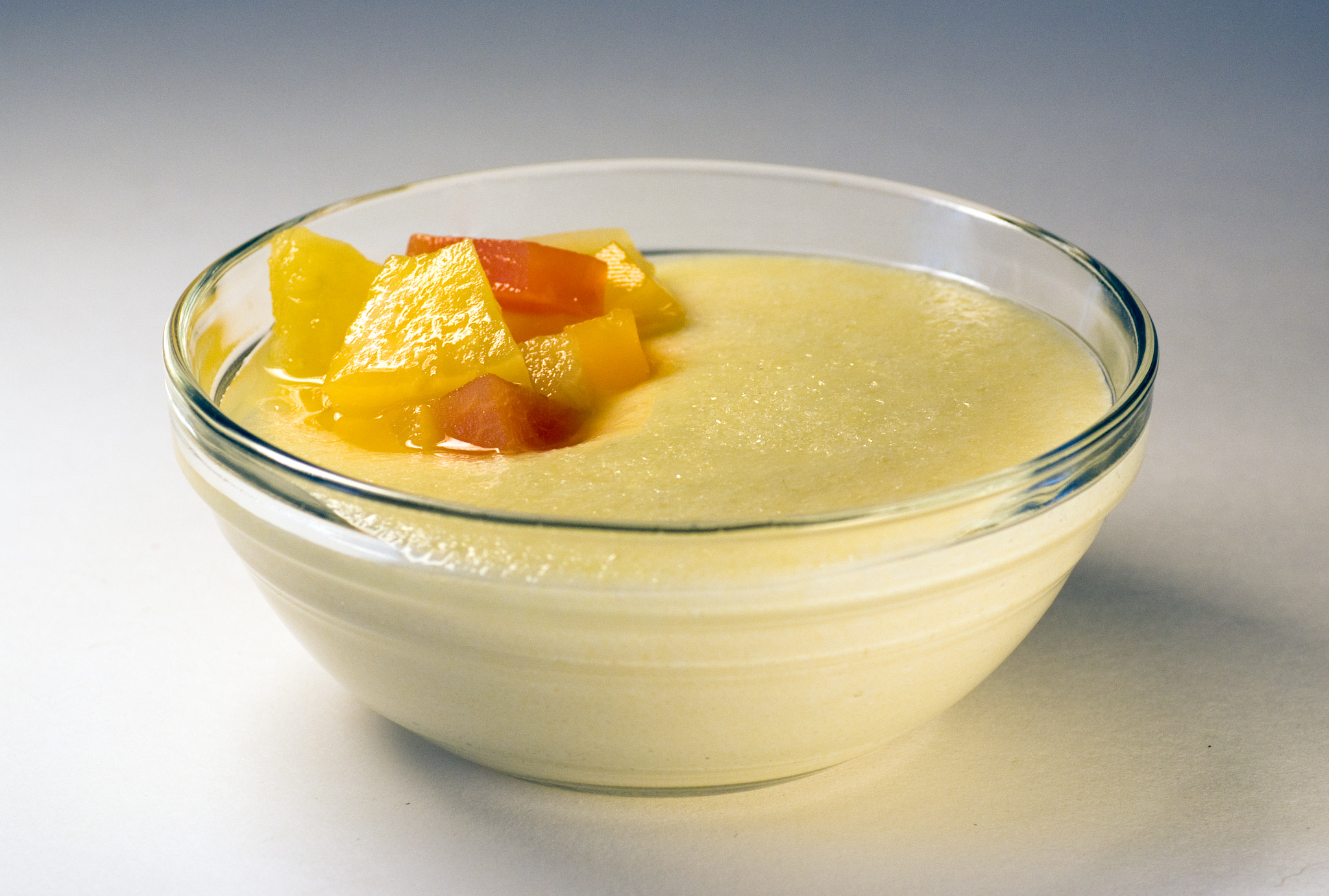
Grießbrei mit Früchten

Grießbrei (auch Grießkoch) ist ein aus Grieß (Weichweizengrieß) gekochter Brei, der mit Milch, leicht gesalzener Milch oder einer Mischung aus Milch und Wasser zubereitet wird. Serviert wird Grießbrei meist mit Zucker, Kakaopulver, Zimt, Rosinen, Obst, Kompott, Apfelmus oder Fruchtsirup.
Wahlweise kann durch mehr Zugabe von Grieß ein festerer Brei hergestellt werden, aus dem in der Pfanne  Grießschmarrn ausgebacken wird.
Grießbrei wird auch als industrielles Fertig- und Halbfertigprodukt angeboten, häufig werden dann  Sahne, Vanille, Früchte, Gewürzmischungen oder Aromen hinzugefügt. Manche dieser Produkte müssen noch entweder mit Milch oder auch nur mit Wasser zubereitet werden. Bei letzterer Variante gehört Milchpulver zu den Zutaten des Fertigproduktes.